# DragonSpeed
DragonSpeed est une écurie américaine de sport automobile, fondée en 2007 par le pilote automobile hispano-américano-équatorien Elton Julian. Cette écurie a participé à différentes compétitions automobiles à travers le monde et est basée à Jupiter aux États-Unis.

## Histoire
En 2011, DragonSpeed engage une Ferrari F430 GT aux 24 Heures de Daytona et termine à la 15e place de la catégorie GT, c’est-à-dire le meilleur résultat jamais signé par une F430 dans cette course. À la suite de cette belle performance, DragonSpeed et Elton Julian sont contactés pour fournir un soutien technique en vue du développement de la Ferrari 458 Italia Grand Am en juillet 2011.

En 2013, Elton Julian décide de faire courir ses voitures de nouveau aux États-Unis en s’engageant en American Le Mans Series en catégorie LMPC (Oreca FLM09 Chevrolet). L’écurie se classe 6e du Championnat Equipes LM PC avec 54 points.

En 2014, DragonSpeed dispute le Pirelli World Challenge en faisant courir une Ferrari 458 Italia GT3. On voit ensuite la structure américaine s’aligner en Blancpain Endurance Series en 2015 avec la même voiture. L’écurie se classe  finalement 29e avec un petit point seulement. DragonSpeed faisait également rouler des Mercedes SLS AMG GT3 en IMSA mais le fait que Mercedes ne pais pas l’accord de partenariat pour la saison 2016 a pousser l'écurie à ne pas continuer avec cette voiture dans ce championnat.

Pour 2016, après le Pirelli World Challenge et la Blancpain Endurance Series, DragonSpeed décide de passer à la vitesse supérieure et aligna une Oreca 05 en European Le Mans Series. Cette première campagne européenne se soldera par quatre podium dont une victoire. Un dossier avait également été déposé pour une participation aux 24 Heures du Mans mais l'écurie fût placée sur la liste de réserviste.

En complément de ce programme, la LMP2 a également été au départ des 12 Heures de Sebring avec comme objectif la victoire, objectif non atteint car l'écurie finira au pied du podium en 4e position.

Pour 2017, à la suite de l'évolution de la réglementation, DragonSpeed a choisi l'Oreca 07. Autre changement au sein de l'équipe, le recrutement de Nicolas Minassian en tant que directeur sportif chargé du développement,. L'écurie comptait faire rouler deux autos en European Le Mans Series et aux 24 Heures du Mans. Ce souhait a été en partie exaucé car une Oreca 07 roulera bien sous la bannière de DragonSpeed alors que la seconde sera sous la bannière du G-Drive Racing. Cette seconde saison a été couronnée de succès car la no 22 fini le championnat à la première place avec cinq podiums dont une victoire.

En complément de ce programme, la LMP2 a également été au départ des 24 Heures de Daytona. Cette participation se soldera par un abandon.

Pour 2018, l'écurie se montre de nouveau ambitieuse car elle a annoncé qu'elle souhaitait participer à la saison 2018-2019 du Championnat du monde d'endurance FIA dans la catégorie reine, le LMP1. Le choix de la voiture s'est porté sur la BR1.

## Résultats en compétition automobile

### Résultats aux24 Heures du Mans
| Année | Classe | no | Pilotes                                             | Châssis                    | Pneus | Tours | Pos. |
| Année | Classe | no | Pilotes                                             | Moteur                     | Pneus | Tours | Pos. |
| ----- | ------ | -- | --------------------------------------------------- | -------------------------- | ----- | ----- | ---- |
| 2017  | LMP2   | 21 | Henrik Hedman Felix Rosenqvist, Ben Hanley          | Oreca 07                   | D     | 343   | 14e  |
| 2017  | LMP2   | 21 | Henrik Hedman Felix Rosenqvist, Ben Hanley          | Gibson GK428 4,2 l V8 Atmo | D     | 343   | 14e  |
| 2017  | LMP2   | 22 | Memo Rojas Ryō Hirakawa José Gutiérrez              | Oreca 07                   | D     | 327   | 39e  |
| 2017  | LMP2   | 22 | Memo Rojas Ryō Hirakawa José Gutiérrez              | Gibson GK428 4,2 l V8 Atmo | D     | 327   | 39e  |
| 2018  | LMP1   | 10 | Ben Hanley Henrik Hedman Renger van der Zande       | BR Engineering BR1         | M     | 244   | Abd. |
| 2018  | LMP1   | 10 | Ben Hanley Henrik Hedman Renger van der Zande       | Gibson GL458 4,5 l V8 Atmo | M     | 244   | Abd. |
| 2018  | LMP2   | 31 | Roberto González Pastor Maldonado Nathanaël Berthon | Oreca 07                   | M     | 360   | 9e   |
| 2018  | LMP2   | 31 | Roberto González Pastor Maldonado Nathanaël Berthon | Gibson GK428 4,2 l V8 Atmo | M     | 360   | 9e   |
| 2019  | LMP1   | 10 | Ben Hanley Henrik Hedman Renger van der Zande       | BR Engineering BR1         | M     |       |      |
| 2019  | LMP1   | 10 | Ben Hanley Henrik Hedman Renger van der Zande       | Gibson GL458 4,5 l V8 Atmo | M     |       |      |
| 2019  | LMP2   | 31 | Roberto González Pastor Maldonado Anthony Davidson  | Oreca 07                   | M     |       |      |
| 2019  | LMP2   | 31 | Roberto González Pastor Maldonado Anthony Davidson  | Gibson GK428 4,2 l V8 Atmo | M     |       |      |

### Résultats enWeatherTech SportsCar Championship
- 12 Heures de Sebring

| Année | Classe | no | Pilotes                                          | Châssis                | Pneus | Tours | Pos. |
| Année | Classe | no | Pilotes                                          | Moteur                 | Pneus | Tours | Pos. |
| ----- | ------ | -- | ------------------------------------------------ | ---------------------- | ----- | ----- | ---- |
| 2016  | P      | 81 | Henrik Hedman Nicolas Lapierre Nicolas Minassian | Oreca 05               | C     | 238   | 4e   |
| 2016  | P      | 81 | Henrik Hedman Nicolas Lapierre Nicolas Minassian | Nissan VK45DE 4.5 L V8 | C     | 238   | 4e   |

- 24 Heures de Daytona

| Année | Classe | N° | Pilotes                                                          | Châssis/Moteur             | Pneus | Tours | Pos. |
| ----- | ------ | -- | ---------------------------------------------------------------- | -------------------------- | ----- | ----- | ---- |
| 2011  | GT     | 81 | Cort Wagner Fred Poordad Doug Baron Nick Jones                   | Ferrari F430 Challenge     |       | 588   | 29e  |
| 2011  | GT     | 81 | Cort Wagner Fred Poordad Doug Baron Nick Jones                   | Ferrari 4.3L V8            |       | 588   | 29e  |
| 2017  | P      | 81 | Henrik Hedman Nicolas Lapierre Ben Hanley Loïc Duval             | Oreca 07                   | C     | 562   | 39e  |
| 2017  | P      | 81 | Henrik Hedman Nicolas Lapierre Ben Hanley Loïc Duval             | Gibson GK428 4,2 l V8 Atmo | C     | 562   | 39e  |
| 2019  | LMP2   | 18 | Roberto González Pastor Maldonado Sebastián Saavedra Ryan Cullen | Oreca 07                   | M     | 582   | 6e   |
| 2019  | LMP2   | 18 | Roberto González Pastor Maldonado Sebastián Saavedra Ryan Cullen | Gibson GK428 4,2 l V8 Atmo | M     | 582   | 6e   |
| 2019  | LMP2   | 81 | Henrik Hedman Ben Hanley Nicolas Lapierre James Allen            | Oreca 07                   | M     | 567   | 15e  |
| 2019  | LMP2   | 81 | Henrik Hedman Ben Hanley Nicolas Lapierre James Allen            | Gibson GK428 4,2 l V8 Atmo | M     | 567   | 15e  |

### Résultats enEuropean Le Mans Series
| Année | Classe | no | Pilotes                                                | Voiture  | Pneus | SIL | MON | RBR | LEC | SPA | POR | Total | Pos. |
| ----- | ------ | -- | ------------------------------------------------------ | -------- | ----- | --- | --- | --- | --- | --- | --- | ----- | ---- |
| 2018  | LMP2   | 21 | Ben Hanley Henrik Hedman Nicolas Lapierre              | Oreca 07 | M     |     |     |     |     |     |     |       |      |
| 2017  | LMP2   | 21 | Ben Hanley Henrik Hedman Nicolas Lapierre              | Oreca 07 | D     | 10  | 2   | NC  | 7   | 5   | 10  | 39    | 8e   |
| 2017  | LMP2   | 22 | Memo Rojas Léo Roussel, Ryō Hirakawa Nicolas Minassian | Oreca 07 | D     | 2   | 1   | 2   | 2   | 2   | 4   | 110   | 1re  |
| 2016  | LMP2   | 21 | Ben Hanley Henrik Hedman Nicolas Lapierre              | Oreca 05 | D     | Ret | 3   | Ret | 3   | 1   | 2   | 76    | 4e   |